# 남동석

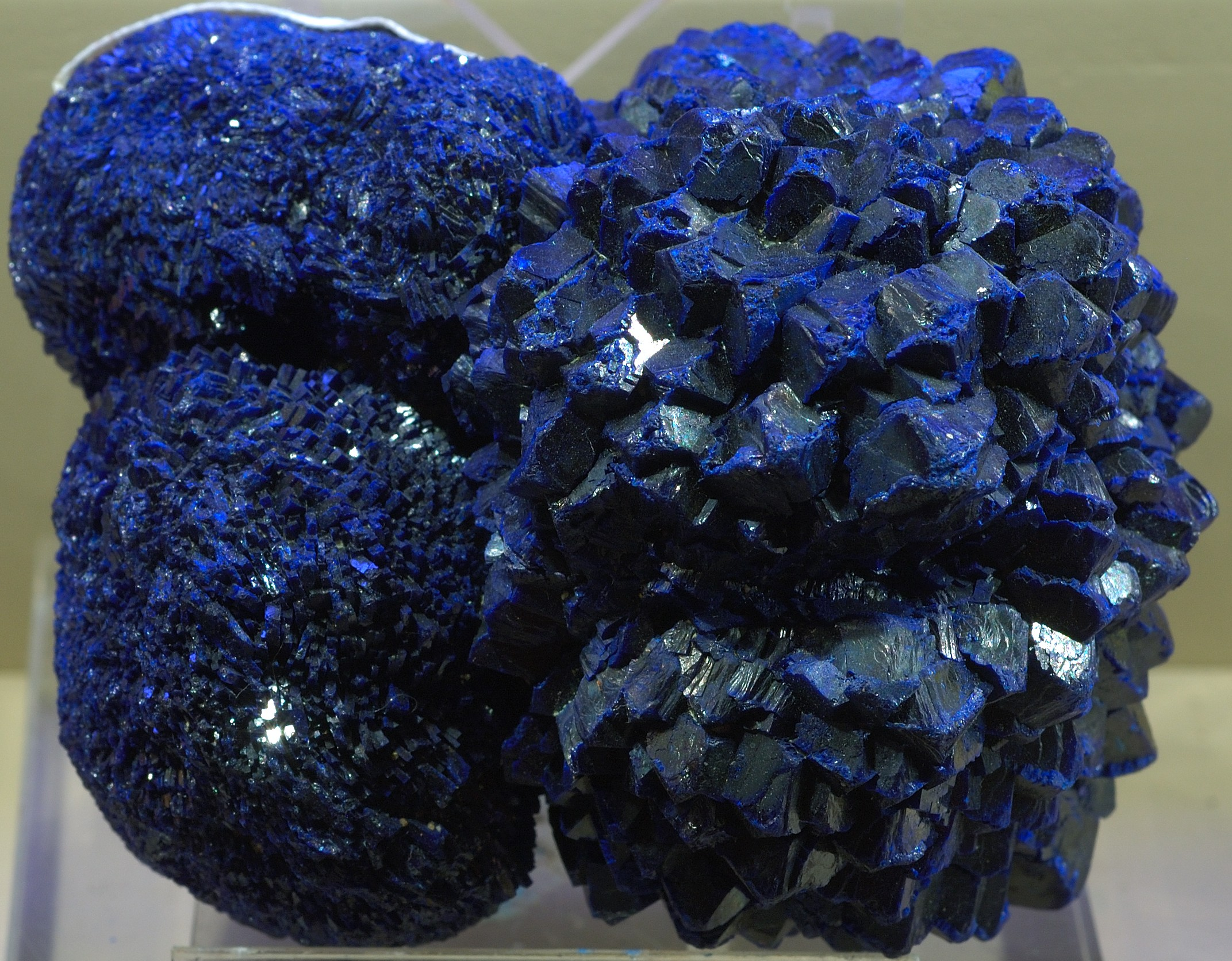
중국에서 산출된 남동석의 모습.

남동석(藍銅石, Azurite)은 비금속 광택을 띠는 광물의 한 종류이다. 공작석에 들어 있던 물의 일부가 없어져서 이루어진 탄산염 광물이다.
화학식은 이수산화 탄산 구리(Cu3(CO3)2(OH)2)이다. 굳기는 3.5 - 4이며, 비중은 3.5 - 4.1이다. 분자량은 344.67g이다. 분자가 사방정계보다 조금 기울어진 monoclinic 형태로 나열되어 있다. 밀도는 3.77 - 3.89이며, 평균 3.83이다.

## 같이 보기
- 염기성 탄산 구리
- 광물 목록